# Lorrie Fair
Lorraine Ming Fair (Los Altos, California; 5 de agosto de 1978), más conocida como Lorrie Fair, es una futbolista chino-estadounidense que integró la selección femenina de fútbol de Estados Unidos, donde fue considerada una de las mejores de su tiempo.